# Santa Maria delle Grazie al Trionfale

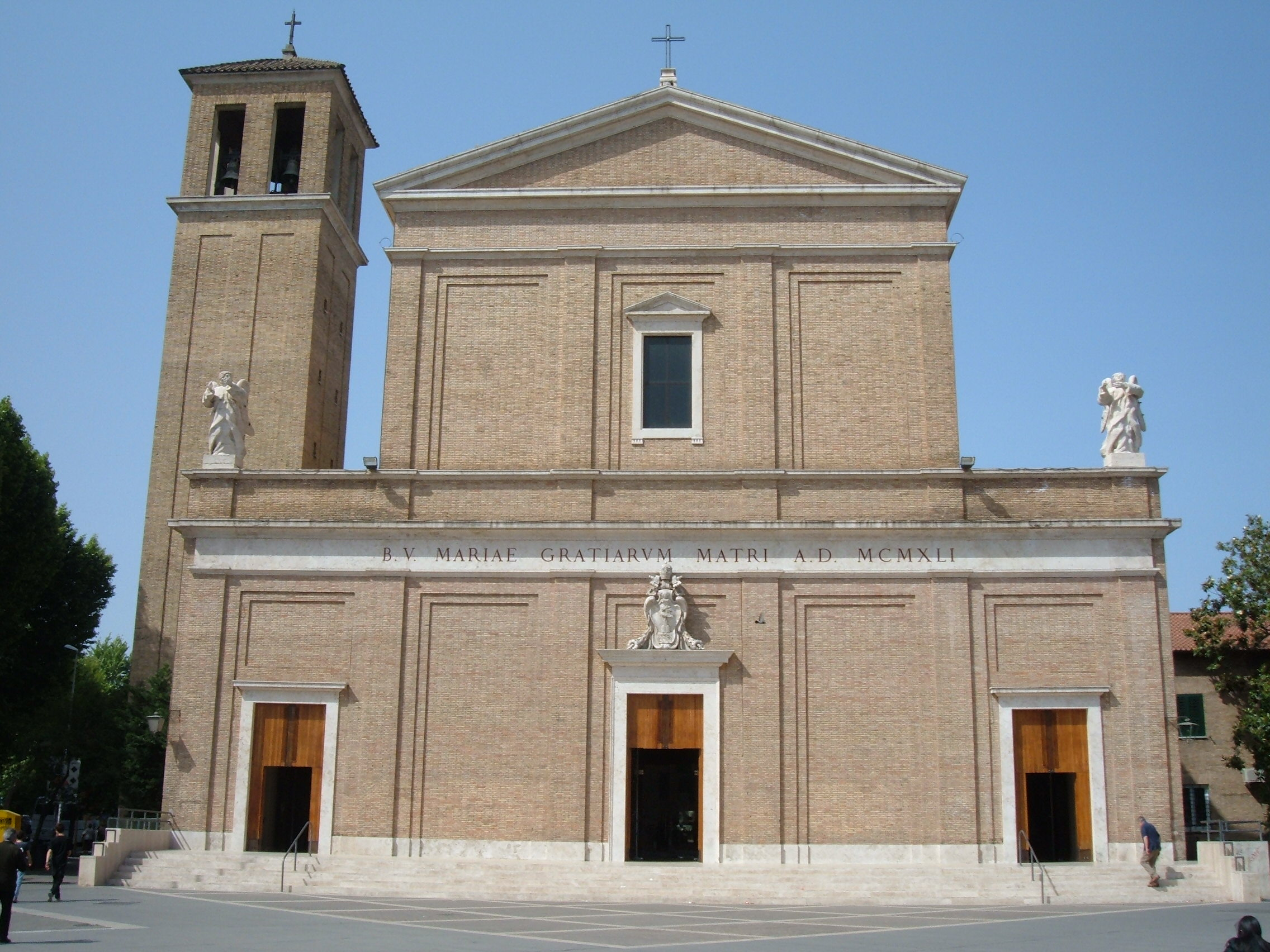
Vista da fachada.

Santa Maria delle Grazie al Trionfale é uma igreja titular de Roma localizada na Piazza Santa Maria delle Grazie, no quartiere Trionfale, bem perto da entrada dos Museus Vaticanos. É dedicada a Nossa Senhora das Graças. O cardeal-presbítero protetor do título cardinalício de Nossa Senhora da Graça na Via Trionfale é Joseph William Tobin, C.Ss.R, arcebispo de Newark.

## História

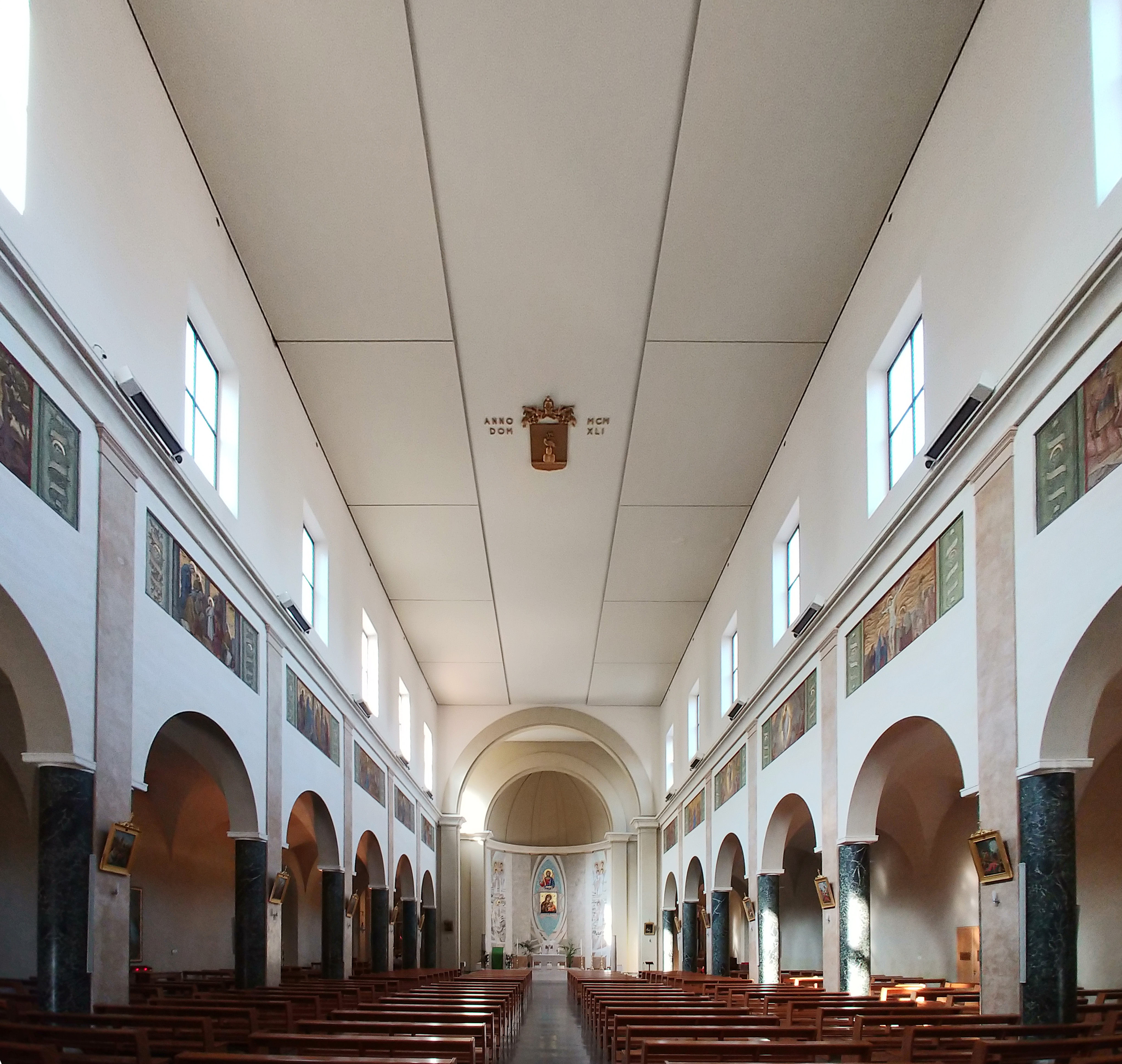
Vista do interior.

Esta igreja foi construída pelo arquiteto Tullio Rossi e pelo engenheiro Franco Formari em 1941 para ser a sede de uma paróquia criada em 13 de agosto de 1941 através do decreto "Beatissimae Virginis gratiarum" do cardeal-vigário Francesco Marchetti Selvaggiani. Ela herdou o título da igreja de Santa Maria delle Grazie a Porta Angelica, demolida em 1939 para permitir a reestruturação da Via di Porta Angelica. Em 1982, a igreja passou por uma grande reforma liderada por Ignazio Breccia Fratadocchi,  especialmente o piso, o teto e outras estruturas. Na ocasião, foi construída a capela de Nossa Senhora das Graças e foi restaurado o seu famoso ícone bizantino de Nossa Senhora das Graças, solenemente coroado pelo papa São João Paulo II, que visitou a paróquia em 16 de dezembro de 1984. Em 25 de maio de 1985, o papa elevou a igreja a sede do título cardinalício de Nossa Senhora da Graça na Via Trionfale.

## Descrição
A fachada da igreja, em estilo neorrenascentista, conta com um portão central encimado pelo brasão do papa Pio XII e outros dois laterais. O interior tem três naves; sobre os pilares de apoio estão quatorze afrescos de Giuseppe Ciotti representando os mistérios do Rosário. Na contrafachada está uma tela de Umberto Colonna, "Aparição da Virgem a Pio V" (por ocasião da vitória cristã em Lepanto); no centro do teto, está um brasão dourado de Pio XII. Muitos dos móveis no interior provém da antiga igreja na Porta Angelica, entre os quais o altar-mor, dedicado ao Sagrado Coração, a obra atribuída a Carlo Maratta chamada "Virgem mostrando o Menino a São Francisco" e, principalmente, o ícone bizantino.

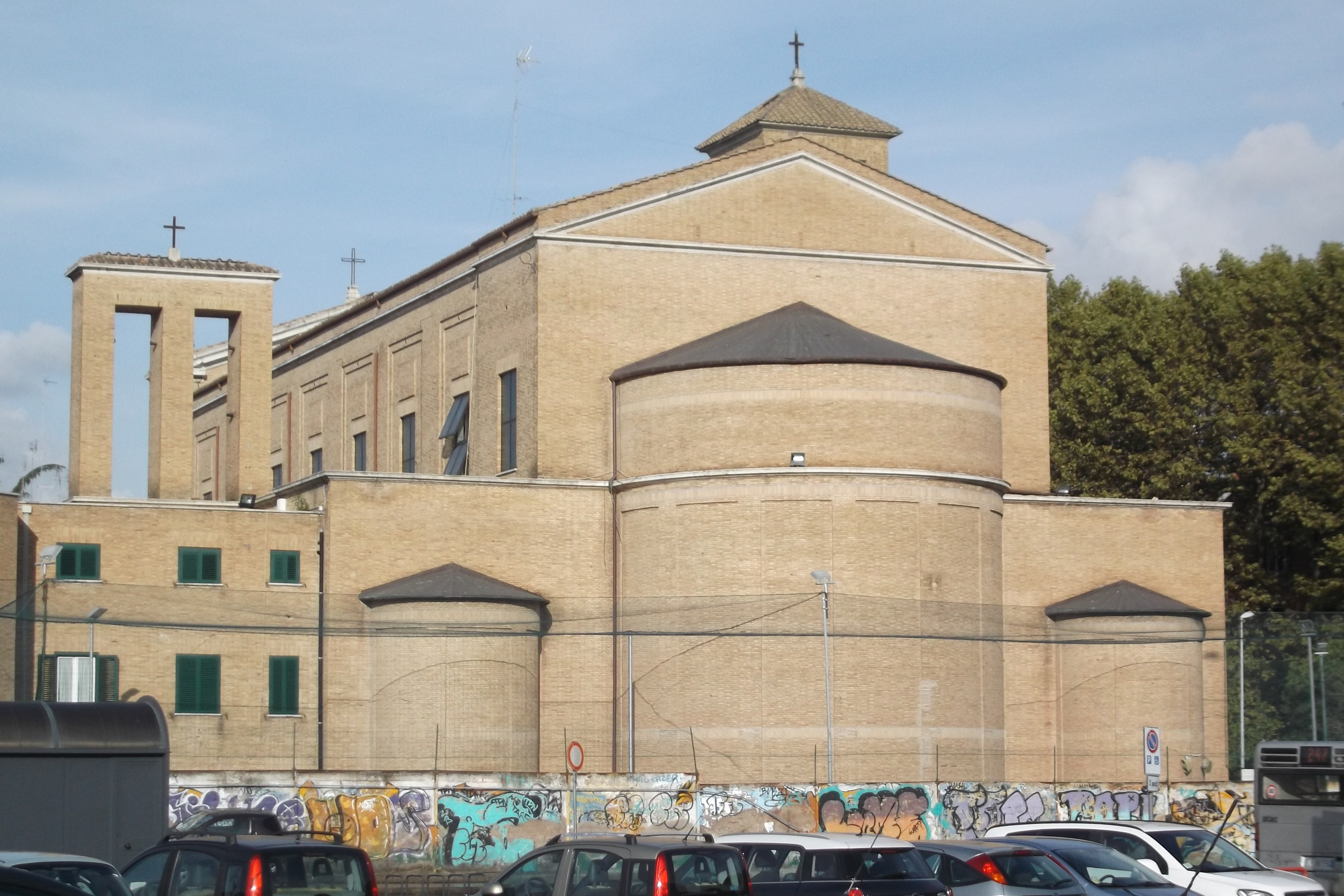
Vista do fundo.